# 유 퀴즈 온 더 블럭의 에피소드 목록 (시즌 1)
아래는 tvN의 오락 프로그램인 《유 퀴즈 온 더 블럭》의 시즌 1 에피소드 목록이다.

## 에피소드 목록
| 회차 | 방송일    | 주제          | 방문지                                              | 참여 인물  | 비고 |
| ---- | --------- | ------------- | --------------------------------------------------- | ---------- | ---- |
| 1    | 8월 29일  |               | 서울특별시 종로구 계동                              |            |      |
| 2    | 9월 5일   |               | 서울특별시 강남구 역삼동                            |            |      |
| 3    | 9월 12일  | 비와 당신     | 서울특별시 중구 장충동, 을지로                      | 김호진     |      |
| 4    | 9월 19일  |               | 서울특별시 중구 을지로, 서대문구 신촌동, 연희동     |            |      |
| 5    | 9월 26일  |               | 서울특별시 서대문구 연희동                          |            |      |
| 6    | 10월 3일  |               | 서울특별시 용산구, 남산                             |            |      |
| 7    | 10월 10일 |               | 대구광역시                                          |            |      |
| 8    | 10월 17일 |               | 서울특별시 종로구 삼청동, 효자동                    |            |      |
| 9    | 10월 24일 | 압구정 날라리 | 서울특별시 강남구 압구정동                          | 개코, 승관 |      |
| 10   | 10월 31일 |               | 서울특별시 마포구 망원동, 은평구 응암동             |            |      |
| 11   | 11월 7일  |               | 서울특별시 강남구, 송파구 송파동, 풍납동 올림픽공원 |            |      |
| 12   | 11월 14일 |               | 서울특별시 중구                                     |            |      |